# Långsjön (Höreda socken, Småland)
Långsjön är en sjö i Eksjö kommun i Småland och ingår i Emåns huvudavrinningsområde. Sjön har en area på 0,0667 kvadratkilometer och ligger 196 meter över havet.

## Delavrinningsområde
Långsjön ingår i det delavrinningsområde (638682-145075) som SMHI kallar för Inloppet i Havravikssjön. Medelhöjden är 201 meter över havet och ytan är 2,91 kvadratkilometer. Räknas de 24 delavrinningsområdena uppströms in blir den ackumulerade arean 274,76 kvadratkilometer. Delavrinningsområdets utflöde Emån mynnar i havet. Delavrinningsområdet består mestadels av skog (41 procent), jordbruk (25 procent) och sankmarker (15 procent). Avrinningsområdet har 0,08 kvadratkilometer vattenytor vilket ger det en sjöprocent på 2,6 procent.